# 切伦齐亚
切伦齐亚（義大利語：Cerenzia），是意大利克罗托内省的一个市镇。总面积24平方公里，人口1255人，人口密度52.3人/平方公里（2009年）。